# Red Rain
Red Rain est la première piste de l'album solo de Peter Gabriel So sorti en 1986. Aux États-Unis, c'est le deuxième single extrait de l'album. Il a atteint la 3e place au classement Billboard. Une version en public est sortie en 1994 au Royaume-Uni. Peter Gabriel a repris ultérieurement le titre en 2012.
Le thème de la chanson a été inspiré à Peter Gabriel par un rêve récurrent où il se retrouvait en train de nager dans une mer « rouge ». Il l'explique dans le magazine Mojo. Les cymbales Hi-hat sont utilisées dans la chanson pour simuler le bruit de la pluie, et sont jouées par Stewart Copeland, le batteur du groupe The Police.

## Musiciens
- Jerry Marotta – drums
- Chris Hughes – programmation Linn
- Stewart Copeland – hi-hat
- Tony Levin – guitare basse
- David Rhodes – guitare, chœurs
- Daniel Lanois – guitare
- Peter Gabriel – chant, piano, CMI, Prophet 5